# Joss Stone/Diskografie
Diese Diskografie ist eine Übersicht über die musikalischen Werke der britischen Soul-Sängerin Joss Stone. Den Schallplattenauszeichnungen zufolge hat sie bisher mehr als 4,7 Millionen Tonträger verkauft, davon alleine in ihrer Heimat über 1,8 Millionen. Ihre erfolgreichste Veröffentlichung ist das Album Mind, Body & Soul mit über 2,4 Millionen verkauften Einheiten.

## Alben

### Studioalben
| Jahr | Titel                    | Höchstplatzierung, Gesamtwochen, AuszeichnungChartplatzierungen (Jahr, Titel, Platzierungen, Wochen, Auszeichnungen, Anmerkungen) | Höchstplatzierung, Gesamtwochen, AuszeichnungChartplatzierungen (Jahr, Titel, Platzierungen, Wochen, Auszeichnungen, Anmerkungen) | Höchstplatzierung, Gesamtwochen, AuszeichnungChartplatzierungen (Jahr, Titel, Platzierungen, Wochen, Auszeichnungen, Anmerkungen) | Höchstplatzierung, Gesamtwochen, AuszeichnungChartplatzierungen (Jahr, Titel, Platzierungen, Wochen, Auszeichnungen, Anmerkungen) | Höchstplatzierung, Gesamtwochen, AuszeichnungChartplatzierungen (Jahr, Titel, Platzierungen, Wochen, Auszeichnungen, Anmerkungen) | Anmerkungen                              |
| Jahr | Titel                    | DE | AT | CH | UK | US | Anmerkungen                              |
| ---- | ------------------------ | --- | --- | --- | --- | --- | ---------------------------------------- |
| 2003 | The Soul Sessions        | DE4 Gold · (37 Wo.)DE | AT4 Platin · (23 Wo.)AT | CH14 Gold · (35 Wo.)CH | UK4 ×3Dreifachplatin · (83 Wo.)UK                                                                                                 | US39 Gold · (49 Wo.)US | Erstveröffentlichung: 16. September 2003 |
| 2004 | Mind, Body & Soul        | DE7 Platin · (47 Wo.)DE | AT5 Platin · (28 Wo.)AT | CH6 Gold · (48 Wo.)CH | UK1 ×3Dreifachplatin · (51 Wo.)UK                                                                                                 | US11 Platin · (57 Wo.)US | Erstveröffentlichung: 15. September 2004 |
| 2007 | Introducing… Joss Stone  | DE6 Gold · (19 Wo.)DE | AT8 Gold · (17 Wo.)AT | CH2 Platin · (26 Wo.)CH | UK12 Silber · (5 Wo.)UK | US2 Gold · (29 Wo.)US | Erstveröffentlichung: 9. März 2007       |
| 2009 | Colour Me Free!          | DE26 (4 Wo.)DE | AT17 (4 Wo.)AT | CH5 (9 Wo.)CH | UK75 (1 Wo.)UK | US10 (4 Wo.)US | Erstveröffentlichung: 20. Oktober 2009   |
| 2011 | LP1                      | DE5 (11 Wo.)DE | AT15 (11 Wo.)AT | CH2 (13 Wo.)CH | UK36 (3 Wo.)UK | US9 (6 Wo.)US | Erstveröffentlichung: 21. Juli 2011      |
| 2012 | The Soul Sessions Vol. 2 | DE7 (6 Wo.)DE | AT6 (5 Wo.)AT | CH5 (7 Wo.)CH | UK6 (4 Wo.)UK | US10 (3 Wo.)US | Erstveröffentlichung: 20. Juli 2012      |
| 2015 | Water for Your Soul      | DE11 (6 Wo.)DE | AT13 (4 Wo.)AT | CH1 (13 Wo.)CH | UK13 (3 Wo.)UK | US34 (2 Wo.)US | Erstveröffentlichung: 31. Juli 2015      |
| 2022 | Never Forget My Love     | — | — | CH16 (3 Wo.)CH | — | — | Erstveröffentlichung: 11. Februar 2022   |

### Kompilationen
| Jahr | Titel                            | Höchstplatzierung, Gesamtwochen, AuszeichnungChartplatzierungen (Jahr, Titel, Platzierungen, Wochen, Auszeichnungen, Anmerkungen) | Höchstplatzierung, Gesamtwochen, AuszeichnungChartplatzierungen (Jahr, Titel, Platzierungen, Wochen, Auszeichnungen, Anmerkungen) | Höchstplatzierung, Gesamtwochen, AuszeichnungChartplatzierungen (Jahr, Titel, Platzierungen, Wochen, Auszeichnungen, Anmerkungen) | Höchstplatzierung, Gesamtwochen, AuszeichnungChartplatzierungen (Jahr, Titel, Platzierungen, Wochen, Auszeichnungen, Anmerkungen) | Höchstplatzierung, Gesamtwochen, AuszeichnungChartplatzierungen (Jahr, Titel, Platzierungen, Wochen, Auszeichnungen, Anmerkungen) | Anmerkungen                              |
| Jahr | Titel                            | DE | AT | CH | UK | US | Anmerkungen                              |
| ---- | -------------------------------- | --- | --- | --- | --- | --- | ---------------------------------------- |
| 2011 | The Best of Joss Stone 2003–2009 | — | AT58 (1 Wo.)AT | CH57 (3 Wo.)CH | — | — | Erstveröffentlichung: 23. September 2011 |

### EPs
- 2004: Sessions@AOL
- 2007: Live Session EP (iTunes Exclusive)
- 2007: Live at Austin City Limits Music Festival 2007

### Weihnachtsalben
- 2022: Merry Christmas, Love

## Singles

### Als Leadmusikerin
| Jahr | Titel Album                                             | Höchstplatzierung, Gesamtwochen, AuszeichnungChartplatzierungen (Jahr, Titel, Album, Platzierungen, Wochen, Auszeichnungen, Anmerkungen) | Höchstplatzierung, Gesamtwochen, AuszeichnungChartplatzierungen (Jahr, Titel, Album, Platzierungen, Wochen, Auszeichnungen, Anmerkungen) | Höchstplatzierung, Gesamtwochen, AuszeichnungChartplatzierungen (Jahr, Titel, Album, Platzierungen, Wochen, Auszeichnungen, Anmerkungen) | Höchstplatzierung, Gesamtwochen, AuszeichnungChartplatzierungen (Jahr, Titel, Album, Platzierungen, Wochen, Auszeichnungen, Anmerkungen) | Höchstplatzierung, Gesamtwochen, AuszeichnungChartplatzierungen (Jahr, Titel, Album, Platzierungen, Wochen, Auszeichnungen, Anmerkungen) | Anmerkungen                                      |
| Jahr | Titel Album                                             | DE | AT | CH | UK | US | Anmerkungen                                      |
| ---- | ------------------------------------------------------- | --- | --- | --- | --- | --- | ------------------------------------------------ |
| 2004 | Fell in Love with a Boy The Soul Sessions               | — | — | — | UK18 (5 Wo.)UK | — | Erstveröffentlichung: 12. Januar 2004            |
| 2004 | Super Duper Love The Soul Sessions                      | DE78 (3 Wo.)DE | — | — | UK18 (4 Wo.)UK | — | Erstveröffentlichung: 10. Mai 2004               |
| 2004 | You Had Me Mind, Body & Soul                            | DE77 (11 Wo.)DE | AT54 (7 Wo.)AT | CH40 (12 Wo.)CH | UK9 (8 Wo.)UK | — | Erstveröffentlichung: 13. September 2004         |
| 2004 | Right to Be Wrong Mind, Body & Soul                     | — | — | CH46 (6 Wo.)CH | UK29 (7 Wo.)UK | — | Erstveröffentlichung: 29. November 2004          |
| 2005 | Spoiled Mind, Body & Soul                               | — | — | — | UK32 (2 Wo.)UK | — | Erstveröffentlichung: 11. März 2005              |
| 2005 | Don’t Cha Wanna Ride? Mind, Body & Soul                 | DE100 (1 Wo.)DE | — | CH93 (1 Wo.)CH | UK20 (5 Wo.)UK | — | Erstveröffentlichung: 4. Juli 2005               |
| 2007 | Tell Me ’Bout It Introducing… Joss Stone                | DE64 (5 Wo.)DE | AT60 (3 Wo.)AT | CH33 (15 Wo.)CH | UK28 (6 Wo.)UK | US83 (1 Wo.)US | Erstveröffentlichung: 6. Februar 2007            |
| 2007 | Tell Me What We’re Gonna Do Now Introducing… Joss Stone | DE96 (1 Wo.)DE | — | CH66 (8 Wo.)CH | UK84 (1 Wo.)UK | — | Erstveröffentlichung: 11. Juni 2007 feat. Common |
| 2007 | L-O-V-E –                                               | — | — | CH75 (3 Wo.)CH | UK100 (1 Wo.)UK | — | Erstveröffentlichung: 18. September 2007         |
| 2009 | Free Me Colour Me Free!                                 | — | — | CH50 (3 Wo.)CH | — | — | Erstveröffentlichung: 8. November 2009           |
| 2014 | No Man’s Land (Green Fields of France) –                | — | — | — | UK49 (2 Wo.)UK | — | Erstveröffentlichung: 2014 feat. Jeff Beck       |

Weitere Singles
- 2007: Baby Baby Baby
- 2007: All I Want for Christmas
- 2010: Stand Up to Cancer (mit Dave Stewart)
- 2011: Back in Style
- 2011: Somehow
- 2011: Karma
- 2011: Don’t Start Lying to Me Now
- 2012: While You’re Out Looking for Sugar
- 2012: Take Good Care (mit Dave Stewart)
- 2012: The High Road
- 2012: Pillow Talk
- 2013: Teardrops
- 2015: Stuck on You
- 2015: The Answer
- 2015: Molly Town
- 2016: This Time (mit Mike Andersen)
- 2017: Free Me 2017
- 2017: Oceans
- 2020: Lean on Me (mit Beverley Knight und Omar)
- 2020: Walk with Me
- 2021: Never Forget My Love
- 2021: Breaking Each Other’s Hearts
- 2022: Oh to Be Loved by You

### Als Gastmusikerin
| Jahr | Titel Album                              | Höchstplatzierung, Gesamtwochen, AuszeichnungChartplatzierungen (Jahr, Titel, Album, Platzierungen, Wochen, Auszeichnungen, Anmerkungen) | Höchstplatzierung, Gesamtwochen, AuszeichnungChartplatzierungen (Jahr, Titel, Album, Platzierungen, Wochen, Auszeichnungen, Anmerkungen) | Höchstplatzierung, Gesamtwochen, AuszeichnungChartplatzierungen (Jahr, Titel, Album, Platzierungen, Wochen, Auszeichnungen, Anmerkungen) | Höchstplatzierung, Gesamtwochen, AuszeichnungChartplatzierungen (Jahr, Titel, Album, Platzierungen, Wochen, Auszeichnungen, Anmerkungen) | Höchstplatzierung, Gesamtwochen, AuszeichnungChartplatzierungen (Jahr, Titel, Album, Platzierungen, Wochen, Auszeichnungen, Anmerkungen) | Anmerkungen                                                                     |
| Jahr | Titel Album                              | DE | AT | CH | UK | US | Anmerkungen                                                                     |
| ---- | ---------------------------------------- | --- | --- | --- | --- | --- | ------------------------------------------------------------------------------- |
| 2006 | Cry Baby Cry All That I Am               | DE47 (5 Wo.)DE | — | CH29 (12 Wo.)CH | UK71 (2 Wo.)UK | — | Erstveröffentlichung: 8. Mai 2006 Carlos Santana feat. Joss Stone und Sean Paul |
| 2010 | I Put a Spell on You Emotion & Commotion | DE72 (1 Wo.)DE | — | — | — | — | Erstveröffentlichung: 2010 Jeff Beck feat. Joss Stone                           |

Weitere Gastbeiträge
- 2008: Tip of My Tongue (Something Sally feat. Joss Stone)
- 2009: You’re the One for Me (Smokey Robinson feat. Joss Stone)
- 2010: The Best Thing About Me Is You (Ricky Martin feat. Joss Stone)
- 2013: Mrs #1 (Yes Sir Boss feat. Joss Stone)
- 2016: Keep the Light On (Nitin Sawhney feat. Joss Stone)
- 2016: Someday We’ll Be Together (Lemar feat. Joss Stone)
- 2016: Evergreen (Shaun Escoffery feat. Joss Stone)
- 2016: Take You Home (Lack of Afro feat. Joss Stone)
- 2016: This Time (Mike Anderson feat. Joss Stone)
- 2019: My Love Goes On (James Morrison feat. Joss Stone)
- 2022: Bring On the Rain (The Shapeshifters feat. Joss Stone)

## Beiträge für Soundtracks
- 2004: Alfie (mit Alfie; Lonely Without You und Wicked Time zusammen mit Mick Jagger)
- 2004: Bridget Jones – Am Rande des Wahnsinns (mit Super Duper Love (Are You Diggin’ on Me?) (Part 1))
- 2005: Fantastic Four (mit What Ever Happened to the Heroes)
- 2005: Himmel und Huhn (mit Stir It Up zusammen mit Patti LaBelle)
- 2008: Sex and the City – Der Film (mit How Can You Mend a Broken Heart zusammen mit Al Green)
- 2010: Wenn Liebe so einfach wäre (mit Girl They Won’t Believe It)
- 2010: Valentinstag (mit 4 and 20)
- 2010: Morning Glory (mit Free Me und Incredible)

## Videoalben
- 2004: Mind, Body & Soul Sessions: Live in New York City

## Musikvideos
| Jahr | Titel                                                  | Regisseur(e)     |
| ---- | ------------------------------------------------------ | ---------------- |
| 2004 | Fell in Love with a Boy                                | Nzingha Stewart  |
| 2004 | Super Duper Love                                       | David LaChapelle |
| 2004 | You Had Me                                             | Chris Robinson   |
| 2005 | Right to Be Wrong                                      | Liz Friedlander  |
| 2005 | Spoiled                                                | Joseph Kahn      |
| 2005 | Don’t Cha Wanna Ride                                   | Wayne Isham      |
| 2007 | Tell Me ’bout It                                       | Bryan Barber     |
| 2007 | Tell Me What We’re Gonna Do Now (mit Common)           | Sanaa Hamri      |
| 2007 | Gimme Shelter (Angélique Kidjo mit Joss Stone)         | Noble Jones      |
| 2008 | The Anti-Christmas Carol                               | unbekannt        |
| 2009 | Baby Baby Baby                                         | Bruder von Stone |
| 2010 | Stand Up to Cancer (mit David A. Stewart)              | Jesse Dylan      |
| 2011 | Karma                                                  | unbekannt        |
| 2012 | While You’re Out Looking for Sugar                     | unbekannt        |
| 2012 | The High Road                                          | Brian Savelson   |
| 2013 | The Love We Had (Stays on My Mind)                     | Anit ’On’ Bashar |
| 2014 | No Man’s Land (Green Fields of France) (mit Jeff Beck) | Rupert Bryan     |
| 2015 | The Answer                                             | unbekannt        |
| 2015 | Stuck on You                                           | Ugo Splash       |
| 2017 | Oceans                                                 | unbekannt        |
| 2018 | This Time (Mike Andersen mit Joss Stone)               | Sara Koppel      |
| 2019 | My Love Goes On (James Morrison mit Joss Stone)        | unbekannt        |
| 2020 | Lean on Me (Beverley Knight mit Joss Stone und Omar)   | Dom Lyon         |
| 2020 | Walk With Me                                           | unbekannt        |
| 2021 | Never Forget My Love                                   | Paul Boyd        |
| 2021 | Breaking Each Other’s Hearts                           | Brian Totoro     |
| 2022 | Oh To Be Loved By You                                  | unbekannt        |
| 2022 | Bring On The Rain (The Shapeshifters mit Joss Stone)   | unbekannt        |

## Statistik

### Chartauswertung
|                     | DE    | AT    | CH    | UK    | US    |
| ------------------- | ----- | ----- | ----- | ----- | ----- |
| Nummer-eins-Alben   | DE—DE | AT—AT | CH1CH | UK1UK | US—US |
| Top-10-Alben        | DE5DE | AT4AT | CH6CH | UK3UK | US4US |
| Alben in den Charts | DE7DE | AT8AT | CH9CH | UK7UK | US7US |

|                       | DE    | AT    | CH    | UK     | US    |
| --------------------- | ----- | ----- | ----- | ------ | ----- |
| Nummer-eins-Singles   | DE—DE | AT—AT | CH—CH | UK—UK  | US—US |
| Top-10-Singles        | DE—DE | AT—AT | CH—CH | UK1UK  | US—US |
| Singles in den Charts | DE7DE | AT2AT | CH8CH | UK11UK | US1US |

### Auszeichnungen für Musikverkäufe
| Silberne Schallplatte - Portugal - 2004: für das Album The Soul Sessions Goldene Schallplatte - Argentinien - 2004: für das Album The Soul Sessions - Australien - 2004: für das Album Mind, Body & Soul - Brasilien - 2005: für das Album Mind, Body & Soul - Frankreich - 2005: für das Album The Soul Sessions - Griechenland - 2004: für das Album The Soul Sessions - Italien - 2004: für das Album The Soul Sessions - Kanada - 2007: für das Album Introducing… Joss Stone - Norwegen - 2004: für das Album The Soul Sessions - Portugal - 2005: für das Album Mind, Body & Soul | Platin-Schallplatte - Argentinien - 2004: für das Album Mind, Body & Soul - Australien - 2004: für das Album The Soul Sessions - Belgien - 2006: für das Album The Soul Sessions - Europa - 2004: für das Album The Soul Sessions - 2004: für das Album Mind, Body & Soul - Irland - 2005: für das Album The Soul Sessions - Kanada - 2004: für das Album The Soul Sessions - Neuseeland - 2004: für das Album The Soul Sessions - 2024: für das Album Mind, Body & Soul - Niederlande - 2007: für das Album The Soul Sessions 2× Platin-Schallplatte - Niederlande - 2007: für das Album Mind, Body & Soul |

Anmerkung: Auszeichnungen in Ländern aus den Charttabellen bzw. Chartboxen sind in ebendiesen zu finden.
| Land/RegionAuszeichnungen für Musikverkäufe (Land/Region, Auszeichnungen, Verkäufe, Quellen) | Silber     | Gold       | Platin       | Verkäufe    | Quellen                                                    |
| -------------------------------------------------------------------------------------------- | ---------- | ---------- | ------------ | ----------- | ---------------------------------------------------------- |
| Argentinien (CAPIF)                                                                          | —          | Gold1      | Platin1      | 60.000      | capif.org.ar                                               |
| Australien (ARIA)                                                                            | —          | Gold1      | Platin1      | 105.000     | aria.com.au                                                |
| Belgien (BRMA)                                                                               | —          | —          | Platin1      | 50.000      | ultratop.be                                                |
| Brasilien (PMB)                                                                              | —          | Gold1      | —            | 50.000      | pro-musicabr.org.br                                        |
| Deutschland (BVMI)                                                                           | —          | 2× Gold2   | Platin1      | 400.000     | musikindustrie.de                                          |
| Europa (IFPI)                                                                                | —          | —          | 2× Platin2   | (2.000.000) | ifpi.org                                                   |
| Frankreich (SNEP)                                                                            | —          | Gold1      | —            | 100.000     | snepmusique.com                                            |
| Griechenland (IFPI)                                                                          | —          | Gold1      | —            | 20.000      | Einzelnachweise                                            |
| Irland (IRMA)                                                                                | —          | —          | Platin1      | 15.000      | irishcharts.ie                                             |
| Italien (FIMI)                                                                               | —          | Gold1      | —            | 50.000      | Einzelnachweise                                            |
| Kanada (MC)                                                                                  | —          | Gold1      | Platin1      | 150.000     | musiccanada.com                                            |
| Neuseeland (RMNZ)                                                                            | —          | —          | 2× Platin2   | 30.000      | aotearoamusiccharts.co.nz NZ2                              |
| Niederlande (NVPI)                                                                           | —          | —          | 3× Platin3   | 210.000     | nvpi.nl                                                    |
| Norwegen (IFPI)                                                                              | —          | Gold1      | —            | 20.000      | ifpi.no (Memento vom 5. November 2012 im Internet Archive) |
| Österreich (IFPI)                                                                            | —          | Gold1      | 2× Platin2   | 70.000      | ifpi.at                                                    |
| Portugal (AFP)                                                                               | Silber1    | Gold1      | —            | 30.000      | Einzelnachweise                                            |
| Schweiz (IFPI)                                                                               | —          | 2× Gold2   | Platin1      | 70.000      | hitparade.ch                                               |
| Vereinigte Staaten (RIAA)                                                                    | —          | 2× Gold2   | Platin1      | 1.500.000   | riaa.com                                                   |
| Vereinigtes Königreich (BPI)                                                                 | Silber1    | —          | 6× Platin6   | 1.860.000   | bpi.co.uk                                                  |
| Insgesamt                                                                                    | 2× Silber2 | 16× Gold16 | 23× Platin23 |             |                                                            |